# Valter Župan
Valter Župan (* 10. August 1938 in Ćunsko auf Krk, Jugoslawien, heute Kroatien) ist emeritierter Bischof von Krk.

## Leben
Valter Župan besuchte die Priesterseminare von Zadar und Pazin. In Pazin absolvierte er auch sein Theologie- und Philosophiestudium. Seine Priesterweihe erfolgte am 8. Juli 1962 auf der Insel Krk.
Von 1962 bis 1970 war er Gemeindevikar auf der Insel Mali Lošinj. In den Jahren 1970 bis 1974 war Župan auf der Insel Cres als Pfarrer und Dekan tätig. 1979 bis 1989 war er als Pfarrer und Dekan erneut auf Mali Lošinj. 1989 wurde er zum Generalvikar des Bischofs Josip Bozanić in der Diözese Krk ernannt. Diesen Dienst versah er bis in das Jahr 1997. Nach der Ernennung Josip Bozanićs zum Erzbischof von Zagreb wurde er am 6. Oktober 1997 zum Diözesanadministrator bestellt.
Die Ernennung zum Bischof von Krk durch Papst Johannes Paul II. erfolgte am 31. Januar 1998. Die Bischofsweihe spendete ihm sein Vorgänger, Erzbischof Josip Bozanić, am 15. März desselben Jahres. Mitkonsekratoren waren der Erzbischof von Rijeka, Anton Tamarut, und der Bischof von Porec, Ivan Milovan.
In der Kroatischen Bischofskonferenz leitet Valter Župan den Rat für Familienangelegenheiten. Er ist Mitglied der bischöflichen Kommission für Liturgie und Mitglied der bischöflichen Kommission für die Päpstliche kroatische Hochschule St. Jerome in Rom.
Papst Franziskus nahm am 24. Januar 2015 seinen altersbedingten Rücktritt an.